# Justus van Maurikbank

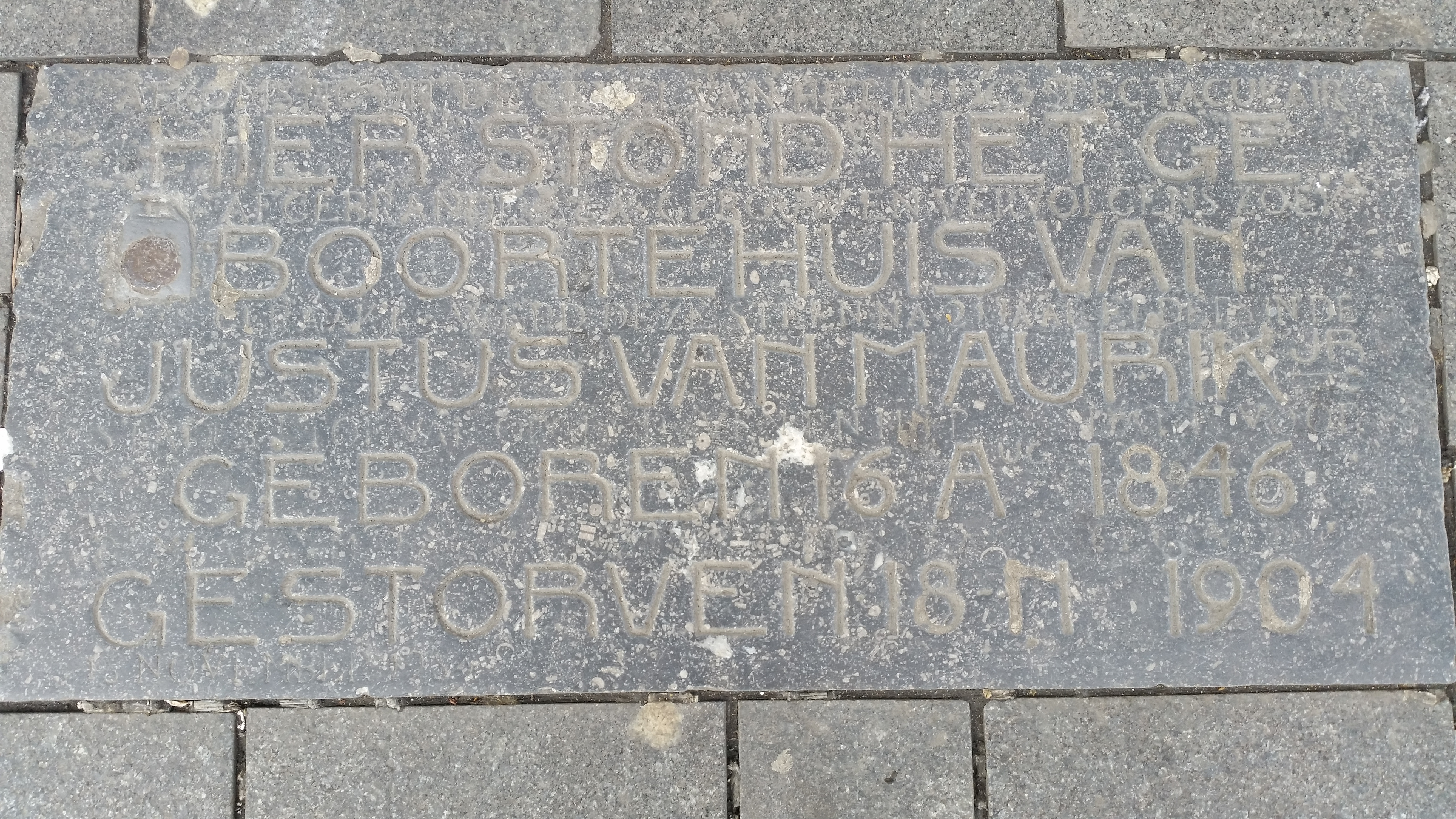
Grondtegel in stoep Damrak (februari 2020)

De Justus van Maurikbank is een artistiek kunstwerk en gedenkbank in Amsterdam-Oost. Het herinnert aan de toen populaire schrijver Justus van Maurik jr. en is onthuld in 1907.

## Geschiedenis

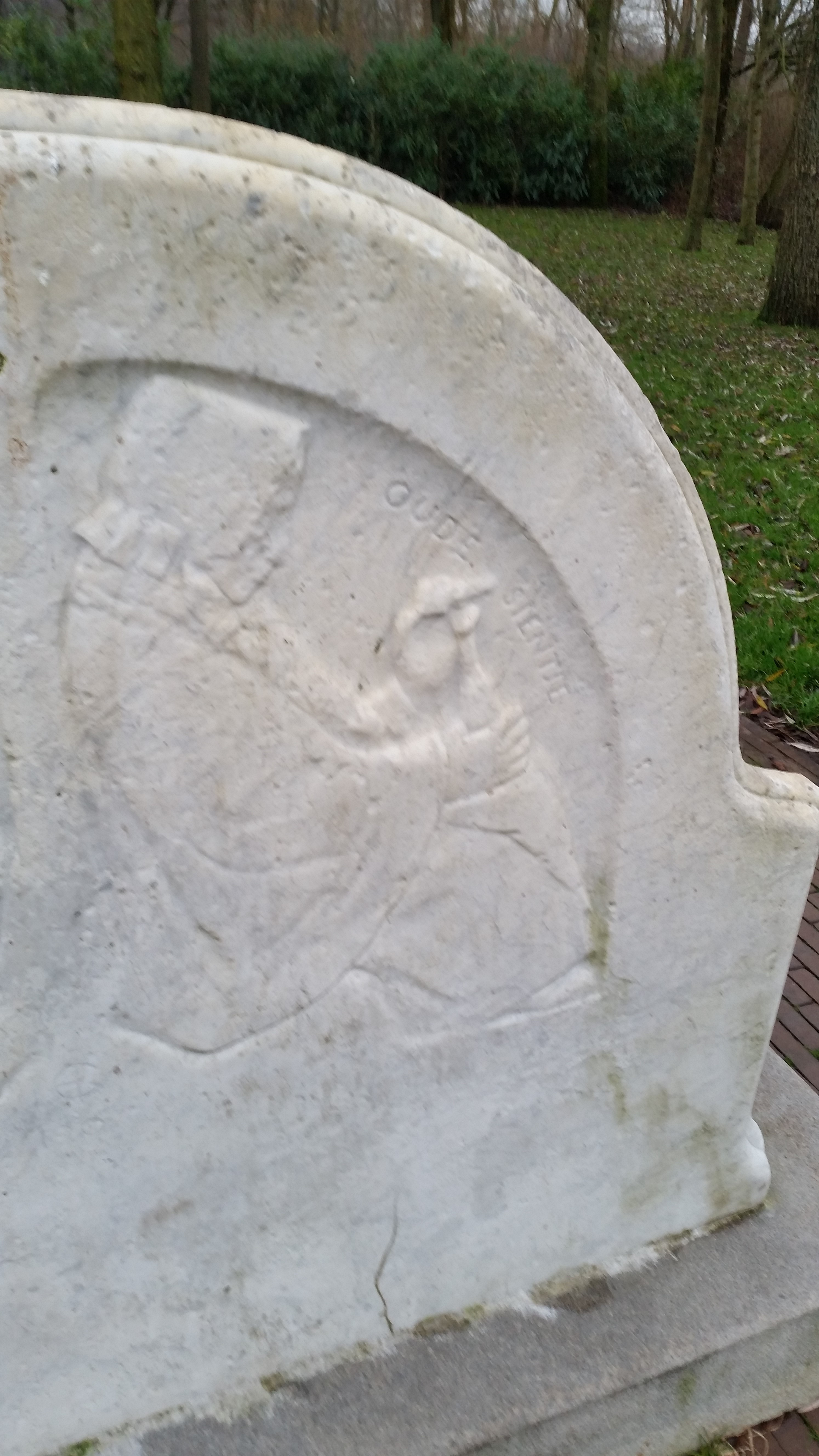
Oude Sientje (december 2019)

Na het overlijden van Van Maurik werd in Amsterdam een comité opgericht om de herinnering aan deze schrijver en tabakshandelaar levendig te houden. Nadat enige gelden bijeengebracht waren door bevolking en ook koningin-moeder Emma van Waldeck-Pyrmont werd beeldhouwer Eduard Jacobs ingeschakeld om een witte marmeren bank te maken. Het plan was de bank te plaatsen in het Vondelpark, maar het bestuur van dat park wees het verzoek af. Deze dubbele bank (twee zittingen met gezamenlijke rugleuning) werd in overleg met de gemeente Amsterdam in de loop van 1907 in het Oosterpark geplaatst op een granieten plaat. Het monument werd na plaatsing overhandigd aan de gemeente Amsterdam, plaatsing werd min of meer geregeld door de Dienst der Publieke Werken. Op de zijkanten van de bank zijn vier personages uit Van Mauriks boeken in reliëf weergegeven: Isaak van den Dam en Tijs Jolleman aan een zijde; Mea de Portster en Oude Sientje aan de andere. Zij zitten ruggelings... In november 1907 werd de bank onthuld.

## Andere monumenten
Voorts werd uit de ingezamelde gelden nog een gedenksteen geplaatst bij het geboortehuis van de schrijver aan het Damrak 74 (de bijbehorende steeg wilde men tevergeefs Van Maurikpassage benoemen) en werd er een gedenksteen op zijn graf op de Algemene Begraafplaats Muiderberg geplaatst. Die eerste verdween toen op die plaats nieuwbouw werd gepleegd voor de Algemeene Maatschappij van Levensverzekering en Lijfrente (Damrak 70-79) door Hendrik Petrus Berlage en weer verloren ging tijdens een uitslaande brand. De plaquette werd opgeslagen op de gemeentewerf. Dankzij kunstenaar Hans 't Mannetje werd het van de ondergang gered en alsnog geplaatst bij het gebouw. De laatste was eveneens afkomstig van Jacobs; die daar een zinnebeeldige voorstelling maakte van een verteller met zijn toehoorders.
Eduard Jacobs maakte niet veel later de Van Wulfenbank in Laren (Noord-Holland).
Bokkenrijder · Bolgewas · Communicatie · Justus van Maurikbank · Leonard Springerbrug · Limietpalen Oosterpark · Monument voor de Tachtigers · Muziekkoepel Oosterpark · Nationaal monument slavernijverleden · Politiehond Albert · Rotsfontein Oosterpark · De Schreeuw · Speelslinger Oosterpark · Spelende kinderen · Spreeksteen · Tekststeen Julianaboom · De Titaantjes · Het westen ontvangt en ontmoet 't oosten